# Grandiosidade
Grandiosidade refere-se a um senso irrealista de superioridade — uma visão sustentada de que o próprio é melhor do que os outros e que faz com que o narcisista trate os restantes com desdém ou como se fossem inferiores — além de um senso de singularidade: a crença de que poucos outros têm qualquer coisa em comum consigo próprio e que só pode ser compreendido por poucos ou por pessoas muito especiais. Também ocorre no Transtorno de apego reativo. Indica a tendência a se julgar superior aos demais e a merecer um tratamento especial; concentração em si mesmo, presunção de direitos ou títulos, condescendência para consigo mesmo.
A grandiosidade está associada principalmente ao Transtorno de personalidade narcisista, mas também comumente se apresenta em episódios maníacos ou hipomaníacos do Transtorno bipolar.

## No narcisismo
A grandiosidade patológica tem sido associada a um dos dois subtipos de Transtorno de personalidade narcisista (Gabbard, 1989)  As características do subtipo narcisista grandioso (em oposição ao subtipo narcisista vulnerável) incluem:
- Ser rotulados de “narcisista óbvio”
- Observada falta de visão sobre o impacto que têm sobre os outros
- Mais propensos a regular a auto-estima através de auto-aprimoramento evidente
- Negação de fraquezas
- Demandas intimidantes por direitos
- Raiva consistente por expectativas não atendidas
- Desvalorização de pessoas que ameaçam sua auto-estima
- Diminuição da consciência da dissonância entre suas expectativas e realidade, juntamente com o impacto que isso tem nos relacionamentos
- Apresentação de fantasias grandiosas evidentes
- Conflito no ambiente geralmente experimentado como externo a esses indivíduos e não uma medida de suas próprias expectativas irrealistas

As diferenças entre os subtipos narcisistas grandiosos e narcisistas vulneráveis foram estudadas (Dickinson & Pincus, 2003): A descoberta geral confirma a teoria e a pesquisa do passado que sugerem que estes indivíduos [do subtipo grandioso] não têm conhecimento do impacto que têm sobre os outros e, portanto, têm uma visão irreal de si mesmos em relação aos outros (Gabbard, 1989, 1998; Kernberg, 1975 ; Kohut, 1971, 1977). Na verdade, essa falta de insight sobre o impacto sobre os outros é o que incitou Gabbard (1989) a alistar o rótulo "narcisistas inconscientes" para descrever sua apresentação social e distingui-los de seus colegas vulneráveis. Os indivíduos narcisistas grandiosos esperam a atenção imediata e incondicional do outro e são inconscientes do efeito que as suas demandas diretas de direito têm sobre os outros. E, em virtude de sua capacidade de manter o eu grandioso através do auto-aperfeiçoamento, os indivíduos narcisistas grandiosos são menos suscetíveis do que seus pares vulneráveis às consequências emocionais crônicas das ameaças às expectativas (por exemplo, angústia, baixa auto-estima, medo interpessoal) .
A seção de grandiosidade da Entrevista de Diagnóstico para Narcisismo (Diagnostic Interview for Narcissism, DIN) (Segunda edição) é a seguinte:
1. A pessoa exagera talentos, capacidade e realizações de forma não realista.
2. A pessoa acredita em sua invulnerabilidade ou não reconhece suas limitações.
3. A pessoa tem fantasias grandiosas.
4. A pessoa acredita que ele / ela não precisa de outras pessoas.
5. A pessoa super-examina e rebaixa outras pessoas, projetos, declarações ou sonhos de forma pouco realista.
6. A pessoa considera-se como única ou especial quando comparada com outras pessoas.
7. A pessoa considera-se como geralmente superior a outras pessoas.
8. A pessoa se comporta auto-centrada e / ou auto-referencialmente.
9. A pessoa se comporta de uma maneira jactante ou pretensiosa.

## Em mania
Na mania, a grandiosidade é tipicamente mais proativa e agressiva do que no narcisismo. O personagem maníaco pode se orgulhar de realizações futuras ou exagerar suas qualidades pessoais. Eles também podem começar empreendimentos irrealisticamente ambiciosos.

## Na psicopatia
A grandiosidade aparece no Fator 1 Faceta 1: Interpessoal no teste Psychopathy Checklist—revised (PCL-R).

## Reality-testing
É feita uma distinção entre indivíduos que exibem grandiosidade, o que inclui um grau de insight em seus pensamentos irrealistas (eles sabem que seu comportamento é considerado incomum), em contraste com aqueles que experimentam delírios de grandeza, que não possuem essa capacidade para testes de realidade. Alguns indivíduos podem fazer a transição entre esses dois estados, com idéias grandiosas desenvolvendo inicialmente como "devaneios" que o paciente reconhece como falsos, mas que, posteriormente, podem se transformar em delírios completos que o paciente se convence refletirem a realidade.

## Psicanálise eselfgrandioso
Otto Kernberg viu o self não saudável e grandioso como fundindo sentimentos infantis de especialidade, ideais pessoais e fantasias de um pai ou mãe ideais.
Heinz Kohut viu o self grandioso como uma parte normal do processo de desenvolvimento, apenas patológico quando as partes grandiosas e humildes do self tornaram-se decisivamente divididas. As recomendações de Kohut para lidar com o paciente com um self  grandioso desordenado foram tolerar e assim reintegrar a grandiosidade com o self realista.